# Kaguanger
Kaguanger er en orden af pattedyr. De lever i Sydøstasien. Det er blot to nulevende arter, der udgør hele Galeopithecidae-familien og Dermoptera-ordnen.
Kaguangernes nærmeste slægtninge er primaterne, og de kaldes også flyvende lemurer omend de ikke er primater, og derfor ikke er lemurer.

## Arter
De to arter er begge i slægten Cynocephalus:
- Cynocephalus variegatus (Audebert, 1799) – Malayisk flyvende lemur
- Cynocephalus volans (Linnaeus, 1758) – Filippinsk flyvende lemur